# TT363
La tombe thébaine TT 363 est située à El-Khokha, dans la nécropole thébaine, sur la rive ouest du Nil, face à Louxor en Égypte.
C'est la sépulture de Paraemheb, supérieur des chanteurs d'Amon à la XIXe dynastie.